# Barraca B-18
La barraca B-18 és una barraca de vinya situada al municipi de Subirats (Alt Penedès), a 400 metres al nord-est de la urbanització Can Rossell.
Construïda en pedra seca, al costat d'un camp de vinya, de planta circular i forma troncocònica, de 2,30 metres de diàmetre interior i una alçada màxima de 2,10 metres. A l'interior s'observen dues fornícules. La construcció és de la tipologia de sostre de falsa volta, típic en aquestes edificacions (acostament de filades de pedra seca, sense cap mena de material d'unió, i amb una gran llosa per tapar el sostre). La llinda de la porta és plana, de grans proporcions.
El portal, orientat al sud, té una alçada de 104 cm, una amplada de 50 cm i un gruix de 100 cm. La llinda és simple, de 122 x 15 x 30 cm.
El codi utilitzat en la denominació d'aquesta barraca (lletra + número) procedeix d'un estudi realitzat per Araceli Soler i Jaume Rovira, que intenta sistematitzar la informació sobre aquests elements arquitectònics al terme de Subirats.